# Helvella arcto-alpina
Helvella arcto-alpina är en svampart som tillhör divisionen sporsäcksvampar, och som beskrevs av Harmaja. Helvella arcto-alpina ingår i släktet hattmurklor (Helvella), och familjen Helvellaceae. Arten är reproducerande i Sverige.